# Songs from the Hermetic Theatre
Songs from the Hermetic Theatre est un album de John Zorn joué par Jennifer Choi (violons) et John Zorn (électronique, ordinateur, instruments et sons divers). Il contient quatre compositions : American Magus, pièce purement électronique dédiée à l'ethnomusicologue américain Harry Smith, première expérience du compositeur dans ce genre; In the Very Eye of Night, dédiée à Maya Deren; The Nerve Key, première composition de musique par ordinateur de Zorn; BeuysBlock, inspirée par le travail de Joseph Beuys, jouée par Jennifer Choi aux violons et John Zorn qui utilise soixante "instruments" différents,. L'album est sorti en 2001 sur le label Tzadik dans la série Composer consacrée à la musique classique contemporaine. 

## Titres
| 1.    | American Magus               | 14:03 |
| 2.    | In The Very Eye of The Night | 11:16 |
| 3.    | The Nerve Key                | 9:29  |
| 4.    | Beuysblock                   | 16:13 |
| 51:01 |                              |       |

## Personnel
- Jennifer Choi - violons (4)
- John Zorn - électronique, ordinateur, instruments et sons divers